# Ruinas de Quilmes
La Ciudad Sagrada de Quilmes está ubicada en el valle Calchaquí, provincia de Tucumán, Argentina. Son los restos del más extenso asentamiento precolombino en dicho país. Ocupan aproximadamente cien hectáreas y están ubicadas al pie del cerro Alto del Rey.
El lugar fue primero propiedad del pueblo indígena, posteriormente del estado provincial, más tarde de un concesionario privado y finalmente, de los descendientes del pueblo quilme. Estas ruinas han sido parcialmente reconstruidas, por lo que en la actualidad pueden ser visitadas por los turistas. ( www.ruinasdequilmes.com ) Fueron estudiadas por primera vez en 1897 por el arqueólogo Juan Bautista Ambrosetti y restauradas por un equipo bajo la dirección de Horacio Difrieri y Norberto Pelissero.

## Historia
Los indígenas conocidos como quilmes, los primeros habitantes de este lugar, tuvieron una altísima densidad de población, lo que les permitió una mejor distribución de las tareas y una mayor explotación del ecosistema. En el valle Calchaquí en su totalidad se formaron ciudades con tan alto índice de densidad que actualmente los especialistas las consideran las primeras ciudades prehispánicas de la Argentina.
Dichos asentamientos comenzaron su existencia en el siglo X, alcanzando un gran desarrollo sociocultural y un buen manejo de sistemas agropastoriles y de cultivo e irrigación muy complejos. Este progreso continuo se vio recién interrumpido en 1667 cuando los quilmes sufrieron su más importante derrota militar a manos de los españoles, liderados en este caso por Alonso Mercado y Villacorta, mediante el sitio a sus principales fuertes. Unos 400 españoles sitiaron a un pueblo de más de 6000 indígenas, primero impidiéndoles acceder a sus cultivos sobre la planicie fértil del río Santa María y luego envenenando la fuente de provisión de agua que llegaba desde las montañas. Mientras los españoles contaban con armaduras y armas de fuego, aquellos utilizaban arcos y flechas, hondas, lanzas y hachas con puntas de piedra.
Luego de más o menos un mes, el pueblo indígena decidió rendirse. Su cacique, Martín Iquín, fue su vocero en ese entonces.

Capitulose que se les perdonarían las vidas y haciendas, pero con condición que habían de desamparar el valle y ser encomendados a los vecinos en el lugar que les destinase el Gobernador.
Lozano, 1875.

Luego de su rendición y debido a que los españoles no lograron someterlos, fueron obligados a recorrer mil kilómetros a pie sin agua ni comida. Se estima que de los más de 2600 sobrevivientes que partieron, solamente llegaron a los húmedos e insalubres bañados de Quilmes a orillas del Río de La Plata, poco más de 400. Los supervivientes finalizaron sus días pereciendo principalmente por enfermedades pulmonares. Al llegar no encontraron el algarrobo considerado sagrado que les daba alimento, leña y bebida. No conocían las hierbas medicinales locales y no podían sanarse. El sitio ubicado a 35 km al sur de la ciudad de Buenos Aires se denomina Quilmes en referencia a la misión de Santa María de Quilmes.

### Título de propiedad del lugar
Numerosas crónicas se refieren a la extinción del pueblo quilme en 1716; pero, de acuerdo a la siguiente cédula real, la Corona española reconoció la propiedad del territorio donde habitaban. 

Bajo cuyos límites damos la posesión Real, temporal y corporal al susodicho cacique, para él, su indiada, sus herederos y sucesores. Y ordenamos al gran Sánchez, que está a siete leguas de Tucumán abajo, deje venir a los indios que le encomendaron por el referido tiempo de diez años, para que instruidos volviesen todos a sus casas como dueños legítimos de aquellas tierras, para que las posean ellos y sus descendientes
Extracto del texto de la Cédula Real.

Hay investigaciones históricas que demuestran que desde 1770, los terratenientes avanzaron sobre tierras de los Quilmes y los Amaichas, quienes pudieron mantener hasta el día de hoy parte del territorio de la banda este del río Santa María mientras que el territorio restante, situado en la banda oeste del citado río, fue inscrito en el Registro de la Propiedad de la Provincia de Tucumán a nombre de los usurpadores.
A partir de ese momento se les obligó a trabajar gratuitamente con el fin de pagar tributos por el uso de la tierra y entregar dos tercios de las cosechas o el 50 % de la cría de animales al Estado Provincial.
Sin embargo, dicha Cédula Real es un documento testimoniado y protocolizado, en la cual se ampararon los indígenas al reclamar la propiedad de su Ciudad Sagrada, como acostumbraban llamarla.

### Descubrimiento

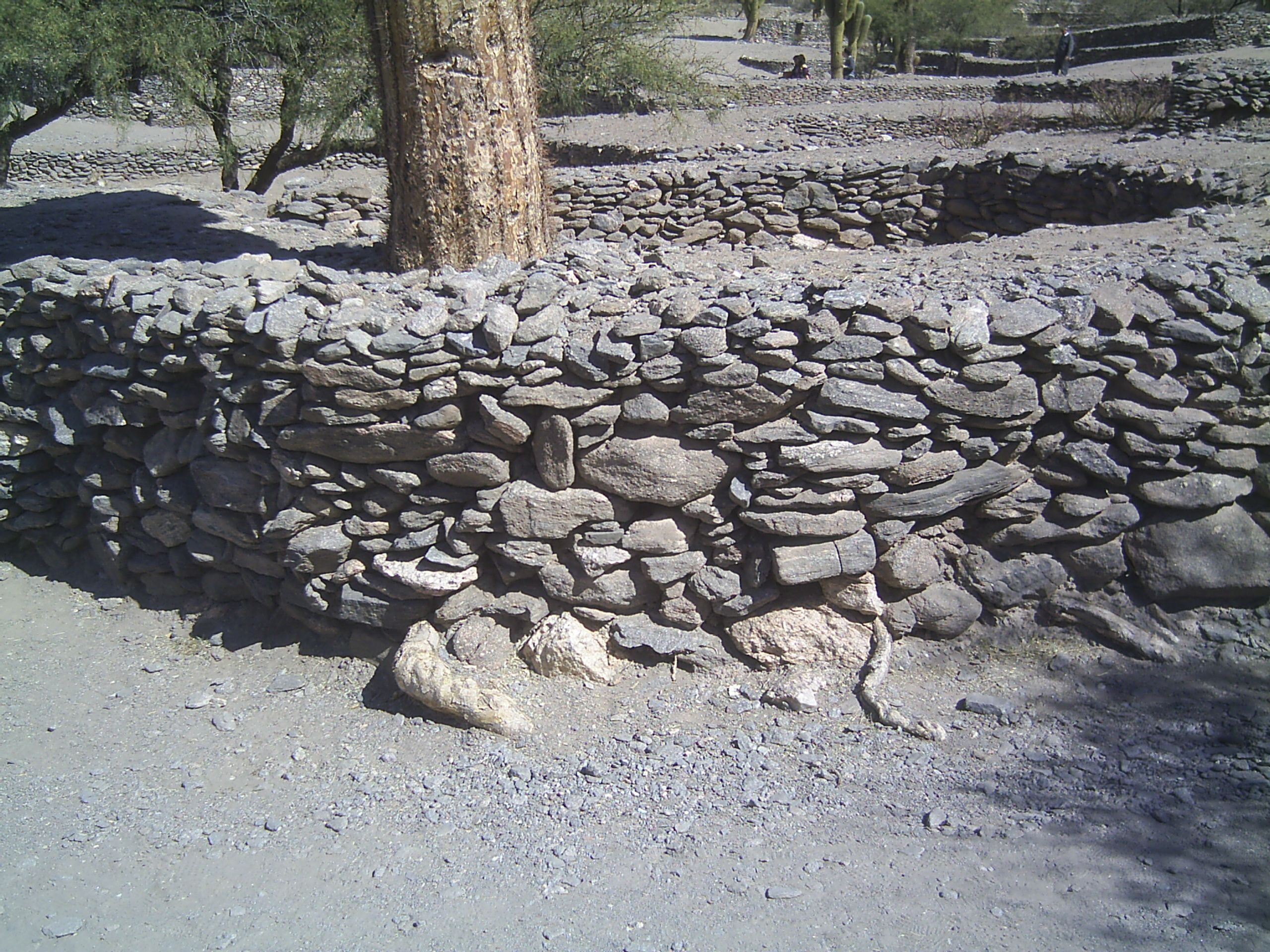
En la imagen pueden observarse las ruinas de los Quilmes de cerca

La Ciudad Sagrada de los Quilmes fue descubierta aparentemente por Juan Bautista Ambrosetti en 1897, pero, sin embargo, había sido hallada antes por Samuel A. Lafone Quevedo, en 1888. Éste escribió entonces al diario La Nación una serie de cartas, informándole a los periodistas la noticia. Una de ellas mencionaba la confusión de los arqueólogos, quienes creían estar frente a vizcacheras de tamaño gigante y la semejanza de éstas a un panal.
Además, en 1893 el asentamiento precolombino fue visitado por Ten Kate, quien observó que las ruinas estaban en muy buen estado de conservación, pese a su antigüedad. Finalmente, en el año 1897, Ambrosetti visitó las ruinas e hizo un detallado estudio de ellas. Delimitó su tamaño, de 1 km², hizo un pequeño mapa de las mismas, estableció el área de explotación de biotopos, descubrió en ellas un cementerio y asoció por primera vez al pueblo Quilme con el de Amaicha.
Más tarde, el catálogo del museo Zavaleta mencionaría en su haber «más de doscientas puntas de flecha, unos trescientos ídolos de barro y caños de barro [sic]». Se dice que todas estas pertenencias fueron robadas de las ruinas por Manuel B. Zavaleta, a su vez propietario del museo.
Unos años más tarde, en 1911, Carlos Bruch visitó brevemente las ruinas, y estableció que su extensión es de 3 km². Además, describió el material cerámico arqueológico hallado allí, comprado a la directora del colegio El Bañado de Quilmes. En el año 1919, Schreiter se enfocó en sus descubrimientos de cementerios de niños en urnas funerarias en las ruinas. Un tiempo después, Adán Quiroga, en 1929, se encargó de difundir su descubrimiento de piezas de «tejido muy fino» por los alrededores del lugar. Luego de esta clase de «euforia» por las ruinas, el lugar no recibiría más visitas hasta 1978.

### Historia reciente

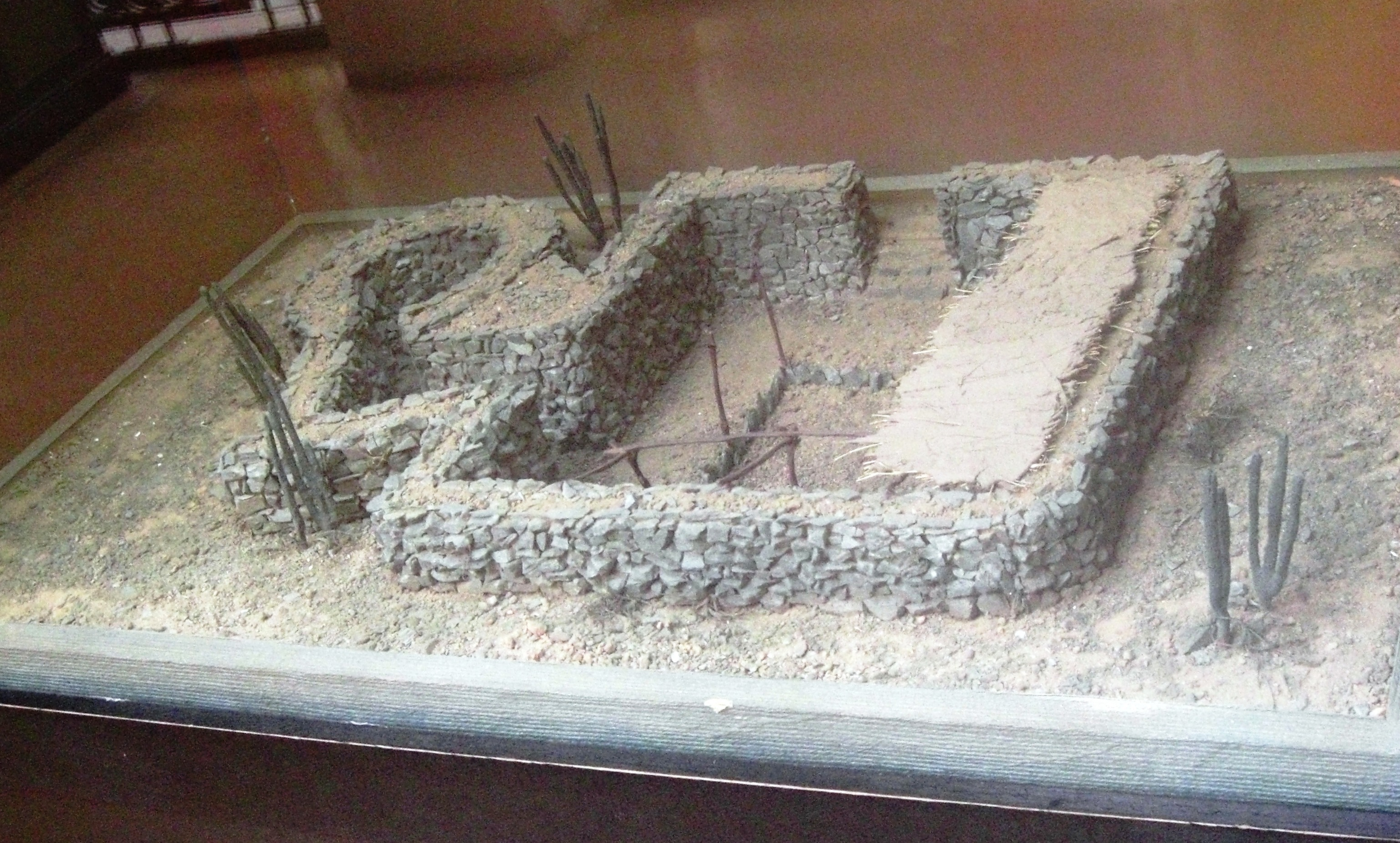
Maqueta de las viviendas. Museo de La Plata.

En el año 1977, el Estado Provincial expropió a terceros 206 hectáreas de tierras y llevó a cabo la reconstrucción del sitio en convenio con la Universidad de Buenos Aires. La limpieza y reconstrucción alcanzó solamente al 5 % de la ciudad sagrada. Los descendientes de los aborígenes tenían un título de propiedad otorgado por la Corona española que nunca tuvo validez cuando pasó a ser República. Hasta ese entonces el dueño era un terrateniente a quien el entonces gobernador Antonio Domingo Bussi le adquirió 206 hectáreas por medio de la expropiación.
En 1992, durante el gobierno de Ramón Ortega, se otorgó la concesión al empresario Héctor Cruz por diez años a cambio de un canon de ciento diez pesos argentinos que nunca fue abonado. Este empresario construyó en el lugar un hotel, el cual según los descendientes de los pobladores originarios, autodenominados Comunidad Indígena Quilmes (CIQ) fue realizado sin los debidos estudios de impacto, pero también sin su consentimiento, lo que ha provocado un daño irreparable.
La CIQ realizó una presentación judicial para evitar la prórroga de la concesión, que venció en 2002 y fue apoyada por un recurso de amparo ganado por la Comunidad.
Textualmente, la sentencia dice:

Prevenir al Poder Ejecutivo que debe dar participación a la CIQ en aquellos trámites administrativos relativos a las Ruinas de Quilmes que puedan incidir en su esfera de intereses.

La provincia de Tucumán reconoció en 2006, a partir de la reforma constitucional, la legitimidad del uso de las tierras y la preexistencia étnica y dispuso rescindir el contrato dado que la concesión se encontraba vencida. Como los reclamos fueron infructuosos, el día 28 de noviembre de 2007 la CIQ se constituyó en Asamblea Permanente, cortando la entrada a las ruinas, reclamando al Estado Provincial la inmediata ejecución del Decreto 2731/1 y la restitución de la denominada por ellos «Ciudad Sagrada». En respuesta a los reclamos, la fuerza pública desalojó el 13 de diciembre de 2007 a Cruz y sus empleados pero incumplió el punto número dos.
El 28 de noviembre de 2007 los descendientes de los quilmes cortaron el acceso a las ruinas en señal de protesta, y el 13 de diciembre desalojaron por la fuerza a Héctor Cruz, quien detentaba la concesión del lugar y finalmente el 9 de enero de 2008, en ejercicio de sus derechos, se realizó la toma espiritual del lugar, realizando una ceremonia a la Pachamama, habilitando el paso al lugar el 10 de enero de ese año. El 25 de junio un juez local intentó desalojarlos por una presentación de Cruz, que pretendía seguir explotando la zona, pero diversas apelaciones le dieron la razón a los descendientes.

#### Reconstrucción
En 1977 se empezó a discutir el «proyecto Ruinas de los Quilmes», cuya propuesta era restaurarlas, con criterios principalmente turísticos. Finalmente, terminó siendo aprobado en 1978, año en el cual se empezó la restauración oficial. El Ministerio de Desarrollo Social de la Argentina financió la operación, ayudado por el gobierno de la provincia. Básicamente, el proceso de restauración se llevó a cabo en cuatro etapas: la primera se trató de una limpieza del terreno; la segunda, la anastilosis de los lugares más significativos; la tercera consistió en la creación de un museo de sitio y la cuarta, en la investigación arqueológica. Según un convenio firmado en 1978, el área a restaurar sería elegida por el Instituto de Tilcara y una de las casas sería empleada como museo.
Para llevar a cabo esta reconstrucción, en 1978 se emplearon $ 101 122 000 (aproximadamente USD 126 000) provenientes de los fondos de la República Argentina, que tuvieron que ser reforzados dos años más tarde con $ 875 000 000 (aproximadamente USD 430 000) más. La dictadura militar que irrumpió en dicho país por esos años se contradijo muchísimas veces, pues a principios de 1980, el sitio se encontraba muy dañado y afectado, en un estado completamente diferente al del siglo XIX, cuando se las descubrió. El resultado final de este proyecto fue inaugurado hacia 1980, aunque sería un contundente fracaso, dado que no sirvió para proteger el patrimonio, no se lo integró a planes con fines educativos, ni brindó la infraestructura turística planificada.

## Arquitectura de las ruinas
Las ruinas de los quilmes son un conjunto de viviendas que pertenecieron a dicho pueblo originario, donde se pueden observar restos rectangulares y circulares de los cimientos de la construcción.
Este asentamiento servía de hogar para las familias quilmes, lo cual no era bien visto por sus vecinos, los Calchaquíes, con quienes tenían cruentos enfrentamientos. Finalmente se aliaron para combatir a los españoles, quienes los derrotaron en el siglo XVII.
La fortaleza se mantuvo en pie desde los años 800 hasta el siglo XVII, con una población estable de tres mil personas, hasta que finalmente fueron obligados a trasladarse a pie 1200 km hasta la zona en donde hoy se encuentra la ciudad de Quilmes en la provincia de Buenos Aires el 2 de enero de 1667. Durante esa travesía, murieron muchos de los casi cuatro mil indígenas desterrados. 
Gracias al trabajo de un equipo de especialistas, que restauró los edificios más importantes, se puede observar la complejidad del asentamiento. Dos fortalezas que servían de defensas contra posibles ataques de poblaciones indígenas vecinas y uno de los sectores de una ciudadela han sido reconstruidos.
En los restos de la ciudadela se pueden observar casas de piedra, antiguas paredes de roca y también cactus. La ciudad original incluía asimismo una capilla construida por los españoles con el fin de evangelizar a la población, la cual se estima en cinco mil habitantes. Otro elemento llamativo de estas ruinas son las destacadas construcciones de represas de agua y la gran cantidad de cultivos, principalmente de maíz, que eran la base alimenticia de estos indígenas. Se cree que la estrategia aplicada por los españoles para derrotar a este belicoso pueblo consistió en cortar su acceso a las fuentes de reserva de recursos, tanto hídricos como alimenticios.